# دیوسون فیگوردو
دیوسون فیگوریدو (انگلیسی: Deiveson Figueiredo؛ زادهٔ ۱۸ دسامبر ۱۹۸۷) ورزشکار هنرهای رزمی ترکیبی اهل برزیل است. وی از سال ۲۰۱۲ میلادی تاکنون مشغول فعالیت بوده است.
فیگوریدو یک رزمی‌کار ترکیبی حرفه‌ای برزیلی است. او در حال حاضر در بخش خروس وزن مسابقات قهرمانی مبارزه نهایی (سازمان یواف‌سی) رقابت می‌کند. او همچنین در بخش مگس وزن نیز رقابت کرده است، جایی که او دو بار قهرمان سابق مگس وزن یواف‌سی شده است. در تاریخ ۶ مه ۲۰۲۵، او در رتبه‌بندی خروس وزن یواف‌سی در رتبه ششم قرار دارد.